# Begonia altamiroi
Begonia altamiroi é uma espécie de Begonia.